# Piper PA-11
Il Piper PA-11 Piper Cub, noto anche come Cub Special, è un monomotore leggero da turismo, ad ala alta e carrello d'atterraggio convenzionale (biciclo) fisso, prodotto dall'azienda statunitense Piper Aircraft Corporation negli anni quaranta.
Derivato dal precedente Piper J-3 Cub, era la versione civile del biposto Piper L-4 Grasshopper prodotta per poter sopperire alle richieste di mercato civile presenti al termine della seconda guerra mondiale.
Esso stesso servirà da base per lo sviluppo del Piper PA-18 Super Cub e della sua versione militare Piper L-18.